# Playa Corazones

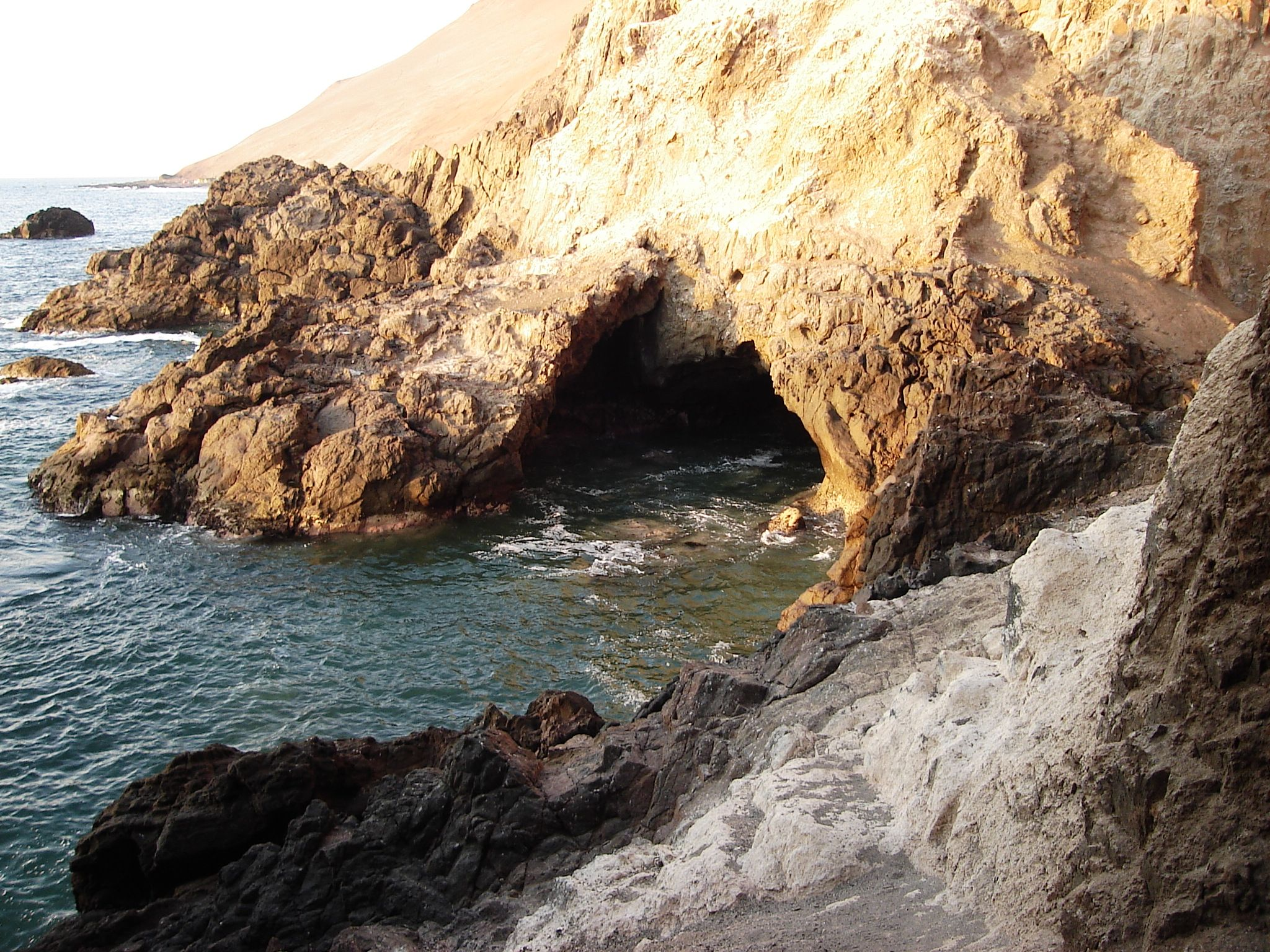
Cuevas de la playa.

La Playa Corazones es una playa del Océano Pacífico ubicada en la Región de Arica y Parinacota, Chile. Se encuentra al sur del espacio urbano de Arica, a unos 12 kilómetros del centro cívico de la ciudad.
Aquí se encuentran vestigios de la Cultura Chinchorro, en donde se ven cuevas naturales, el arte rupestre de la zona y escaleras de piedras. Además, se observan pasadizos escondidos dentro del mismo cerro, donde se extraía antiguamente el guano desde la cima. Esta playa es considerada una de las más peligrosas de Arica, debido a que es una playa rocosa, por lo tanto no es apta para el baño. Cuenta con instalaciones sanitarias y expendio de bebidas. Se puede acampar y practicar deportes acuáticos. Se accede por la avenida Comandante San Martín al sur.
- Datos: Q6078351